# Akodon montensis
Akodon montensis is een zoogdier uit de familie van de Cricetidae. De wetenschappelijke naam van de soort werd voor het eerst geldig gepubliceerd door Thomas in 1913.

## Verspreidingsgebied
De soort wordt aangetroffen in Brazilië, Paraguay en Argentinië.